# Alcázar de San Juan
Alcázar de San Juan es un municipio y ciudad española ubicada en el noreste de la provincia de Ciudad Real, en la comunidad autónoma de Castilla-La Mancha. Pertenece a la subcomarca de Campo de San Juan y comarca de La Mancha y cuenta con una población de 31 382 habitantes (INE 2024).

## Geografía

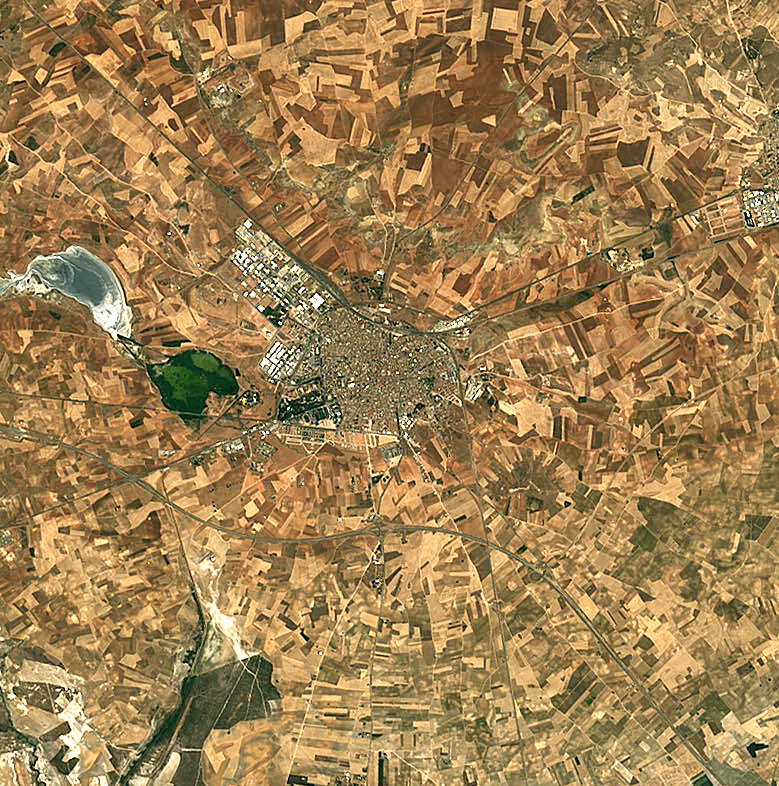
Vista satelital centrada en Alcázar de San Juan

Integrado en la comarca de La Mancha de la provincia de Ciudad Real, se sitúa a 99 km de la capital provincial. El término municipal está atravesado por la autovía de los Viñedos (CM-42), por la carretera CM-420 (antigua N-420 entre los pK 277 y 292), por la carretera CM-400, que conecta con Madridejos, por la carretera CM-310, que se dirige hacia Miguel Esteban, por la carretera CM-3012, que conecta con Quero, y por la carretera CM-3107, que se dirige hacia Manzanares. 
Presenta una orografía fundamentalmente llana, salpicada en la zona norte, más elevada, por algunos cerros de escasa altitud, como los de Martín Juan (706 m). La altitud oscila entre los 706 m (cerros de Martín Juan) y los 625 m a orillas del río Cigüela tras unirse con el Záncara. El centro urbano se alza a 644 m sobre el nivel del mar. 
| Noroeste: Villafranca de los Caballeros (Toledo) | Norte: Quero (Toledo)                 | Nordeste: Campo de Criptana  |
| Oeste: Herencia                                  |                                       | Este: Campo de Criptana      |
| Suroeste: Herencia                               | Sur: Llanos del Caudillo y Manzanares | Sureste: Argamasilla de Alba |

### Hidrología
Atraviesan el término municipal los ríos Gigüela, Záncara, Guadiana Alto y Amarguillo, ninguno de los cuales suele fluir durante todo el año. Todos ellos aportan su caudal al río Guadiana. Abarcando buena parte del subsuelo del término municipal, se encuentra una importante reserva de agua subterránea, conocida como Acuífero 23.

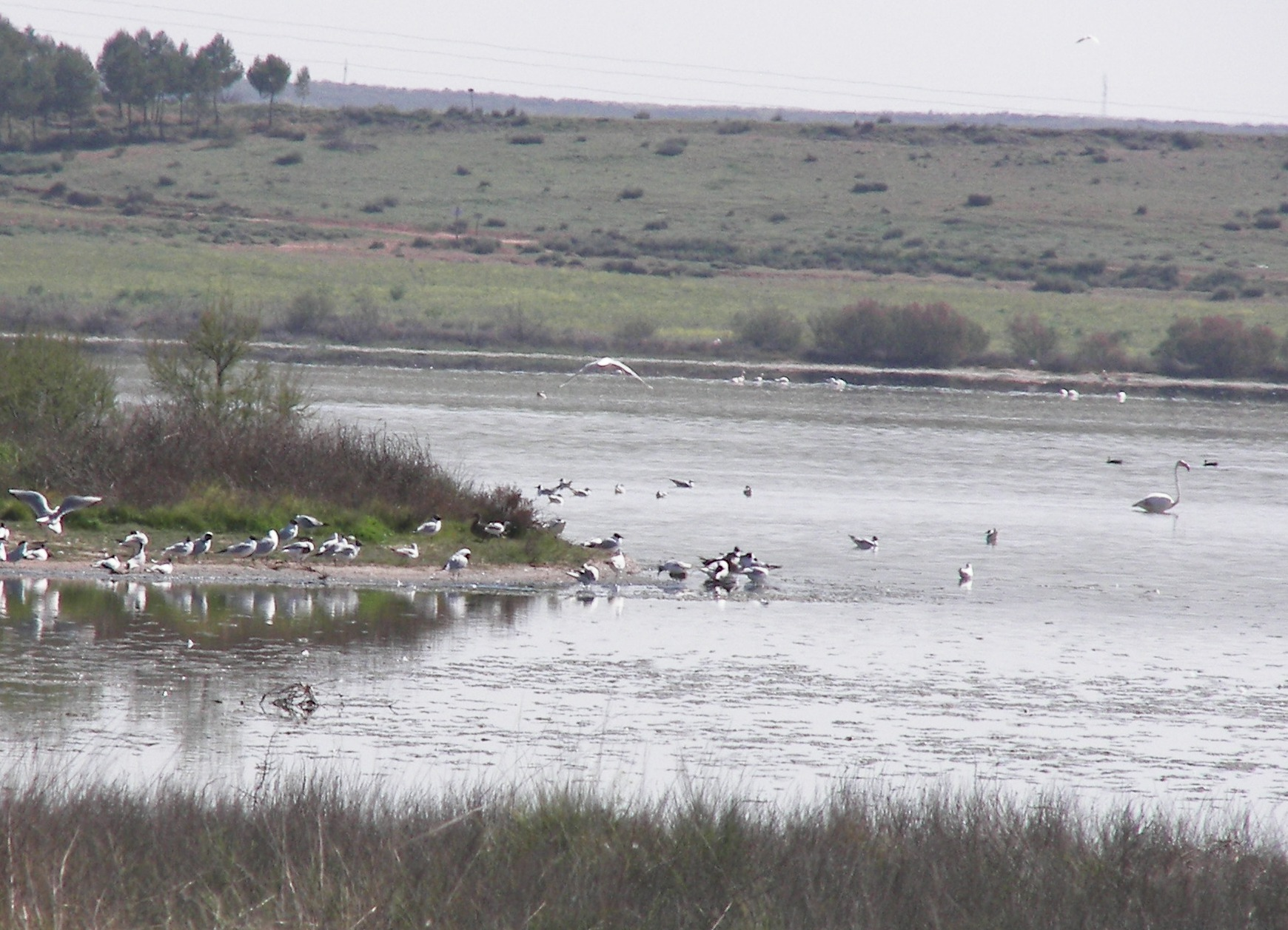
Complejo lagunar de Alcázar

Tienen además cierta importancia por su riqueza biológica las lagunas, principal exponente de La Mancha Húmeda, en particular el complejo lagunar de Alcázar de San Juan. Próximo a la población, está compuesto por tres lagunas, llamadas La Veguilla, Laguna del Camino de Villafranca y Laguna de Las Yeguas. Es una zona de alto valor natural, lo que ha propiciado la adopción de figuras de protección y reconocimiento como: refugio de fauna, zona de especial protección de aves (ZEPA), Reserva de la biosfera de la Mancha Húmeda (UNESCO), Humedales de importancia internacional (RAMSAR). Su acopio permanente de agua las han convertido en un importante refugio de aves en tiempos de sequía, debido a la reducción de otros espacios como el parque nacional de las Tablas de Daimiel. Durante todo el año pueden encontrarse aves como flamencos y garzas.
Además se encuentran las lagunas de Pajares, de los Carros y del cerro Mesado, ninguna de las cuales tiene agua durante las estaciones secas.

### Clima
Por su situación en plena Meseta Sur, el clima de Alcázar de San Juan es mediterráneo continental.

## Historia

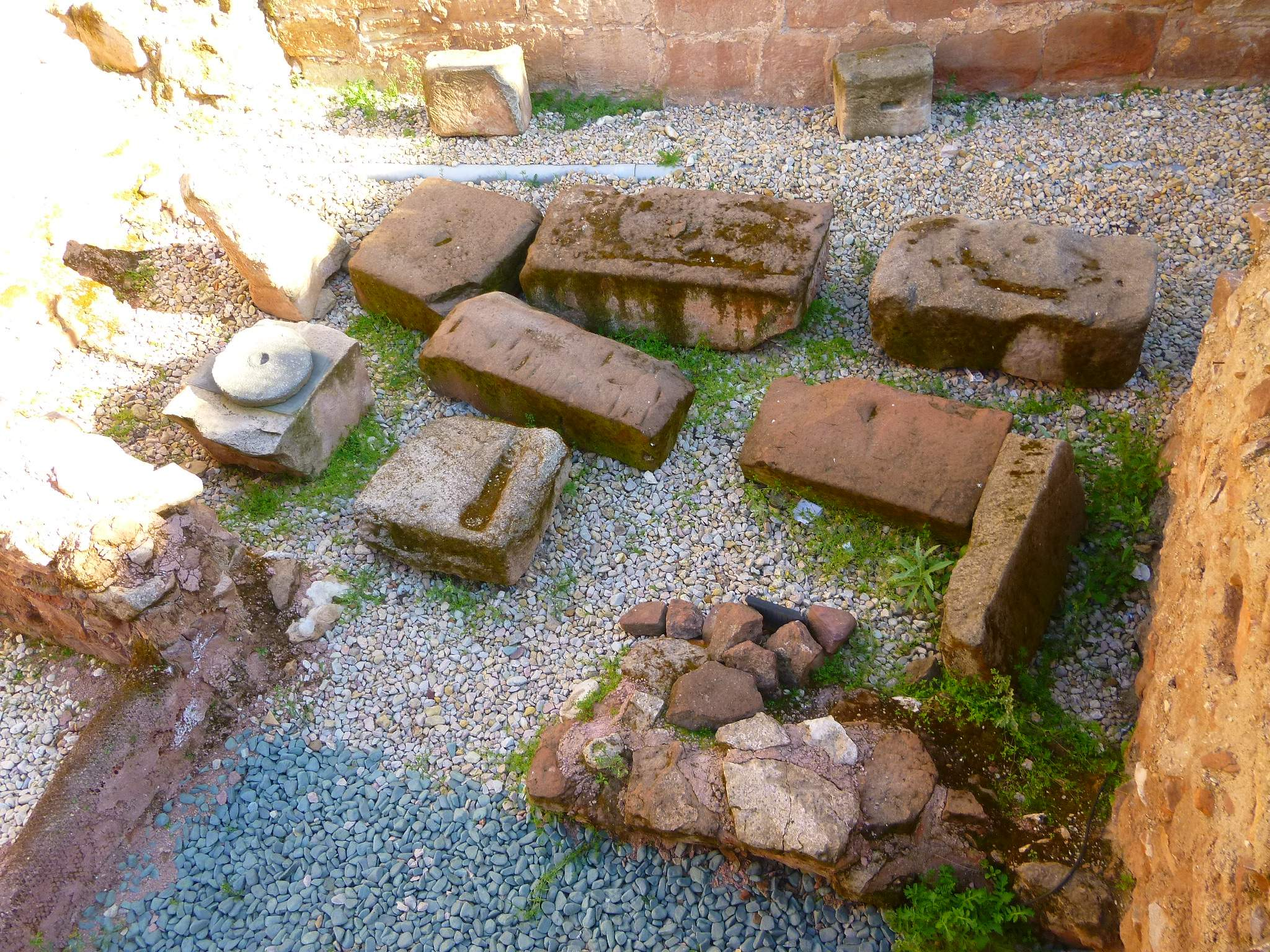
Yacimiento romano

Se han encontrado en el término municipal hachas pulimentadas, puntas de flecha y cerámicas; se cree que pudo haber algunos asentamientos celtíberos e incluso pudo ser tal vez la antigua Alces, una ciudad prerromana celtíbera conquistada por el pretor romano Sempronio Graco el año 179 a. C. que es nombrada en sus Anales por el historiador romano Tito Livio, por más que en el Itinerario de Antonino, del siglo III d. C., se la designa con el nombre de Murum; por otra parte Alces podría ser también la toledana Ocaña (del latín Alcanea), o la conquense Tresjuncos; de todas formas, situada junto a la vía o calzada romana que unía Augusta Emérita (Mérida) con Caesaraugusta (Zaragoza) a través de Toletum (Toledo), el lugar se hallaba bien situado para comerciar y es indudable que los romanos se asentaron allí, porque han aparecido mosaicos en 1953 que lo demuestran y se exponen ahora en el museo municipal; Julián San Valero Aparisi los fecha entre fines del siglo II y principios del III d. C., mientras que Carmen García Bueno los pospone al siglo IV usando además criterios numismáticos y las tipologías cerámicas. Es más, las amplias dimensiones de las estancias excavadas hacen suponer que la Alcázar romana fue un importante centro de romanización.

### Edad Media

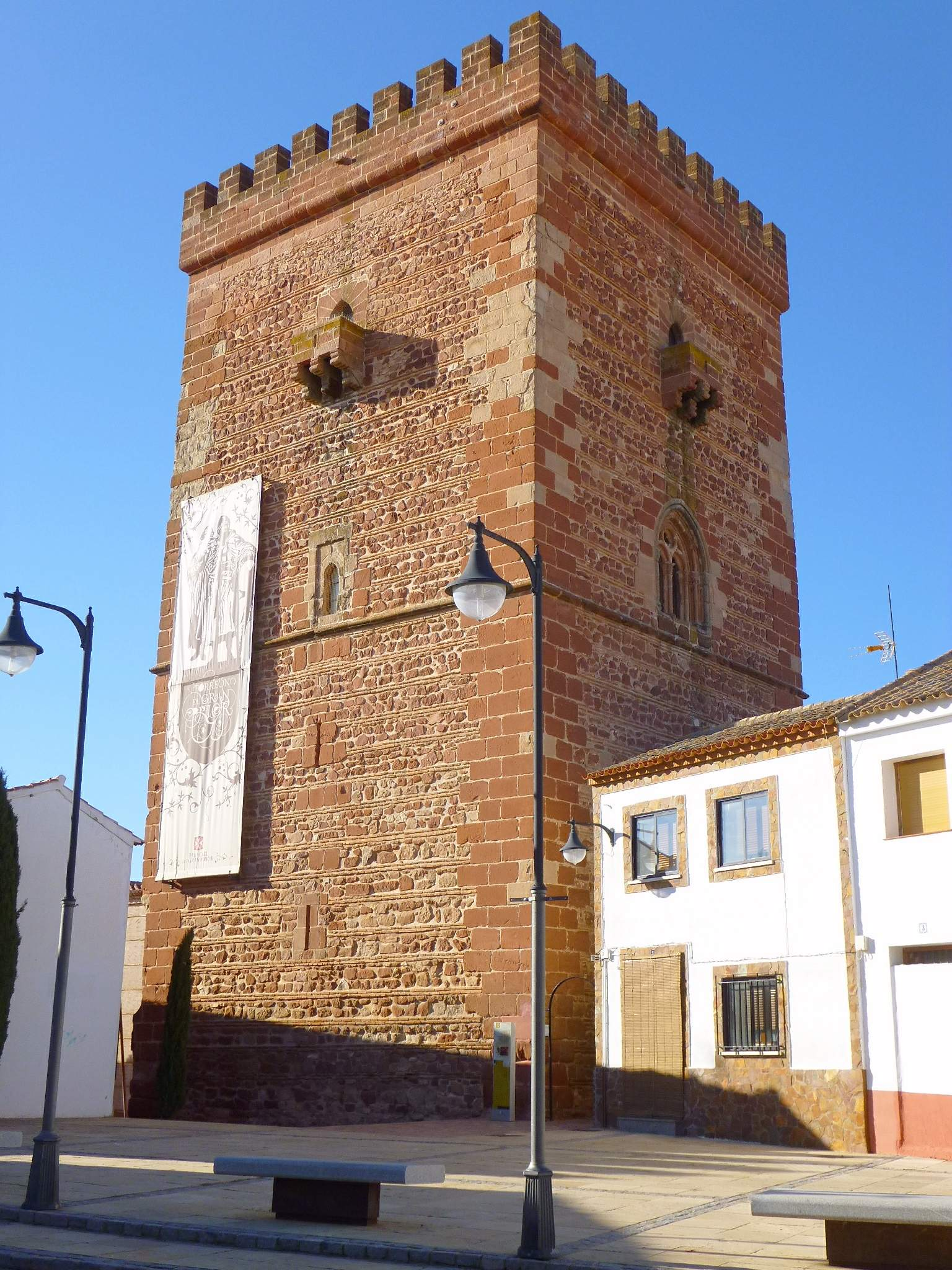
Torreón del Gran Prior

Apenas se conservan restos del periodo visigodo, aunque hay elementos de este origen en el importante y hermoso templo de Santa María la Mayor. La invasión musulmana en el año 711 convirtió a La Mancha en tierra de nadie y el pueblo invasor creó un importante entramado defensivo que denominó en su lengua Al-kasar, que significa 'palacio fortificado', dando nombre a la población (aunque también existen evidencias de otra ciudad musulmana en el paraje de Piédrola).

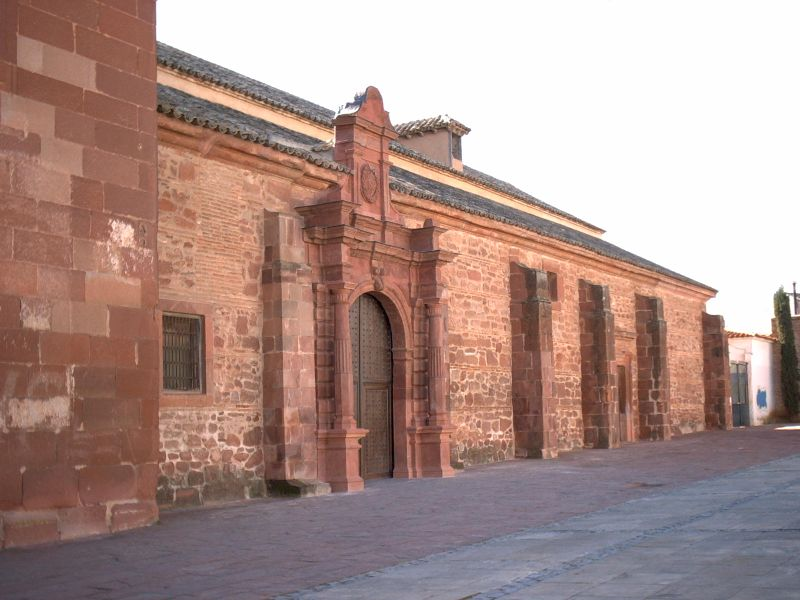
Iglesia de Santa María

Tras la desastrosa derrota cristiana en la batalla de Alarcos (1195) hubo una efímera retirada de las tropas castellanas, pero la victoria de las Navas de Tolosa (1212) supuso la cristianización definitiva de la comarca, aunque persistió aún una importante población morisca y judía. Se revitalizó la repoblación para cambiar este estado de cosas: abundan las franquicias y privilegios concedidos por los reyes a quienes deseen instalarse en estas tierras desde otros reinos.
Sancho IV autorizó a fines del XIII al Comendador de Consuegra para que fijara los términos municipales de Alcázar en las tierras de la Orden de San Juan, aunque ya el Gran Comendador había comenzado a reconstruirla; con el privilegio de Sancho IV (que es el pergamino más antiguo que contiene su archivo municipal) la población se convierte en Villa, adquiere escudo propio y queda delimitada con un término municipal muy extenso, lindante con tierras de las Órdenes de Santiago y Calatrava. Desde entonces se denominó a la villa bien como Alcázar de Consuegra o bien como Alcázar de San Juan, por la Orden Militar que la protegía. La Orden Militar de los Hospitalarios de San Juan entró a España tras su expulsión de Tierra Santa y se estableció en 1189 en La Mancha formando el Gran Priorato de Castilla y León; en el siglo XIII construye el edificio más característico de la villa, el Torreón del Gran Prior o Torreón de Don Juan de Austria. 

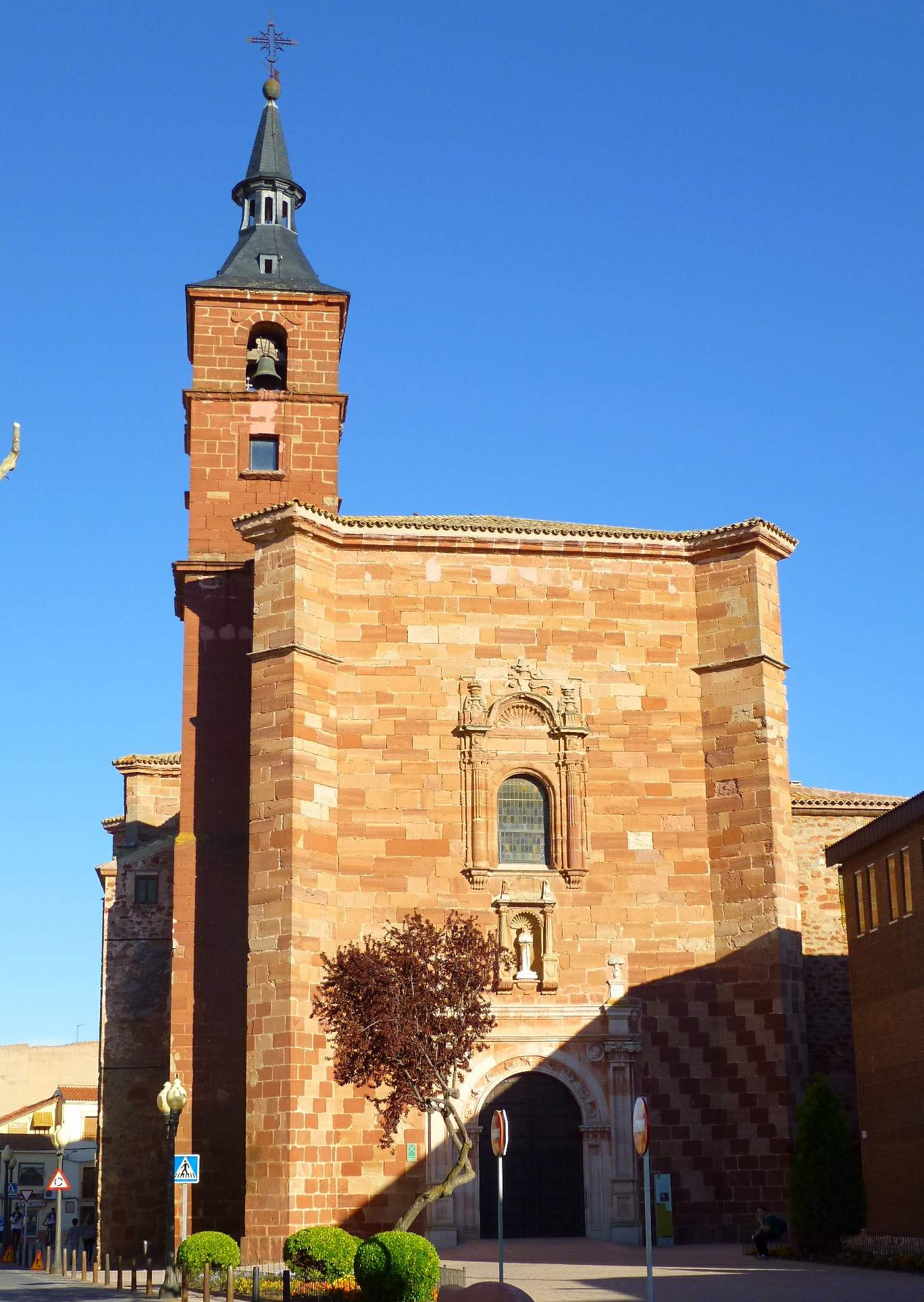
Iglesia de San Francisco, resto del desaparecido convento de San Francisco

### SigloXVI
En el siglo XVI la villa vivió un gran esplendor; en 1530 contaba 18 480 habitantes y vivían en ella muchos ricos hombres y cortesanos. Las familias Cervantes, Valdivielso y Díaz Morante le dieron lustre; son célebres también los dos pintores Barroso y Sánchez Cotán; los religiosos Juan Cobo y Diego de Torres Rubio evangelizan las Indias orientales y occidentales, uno aprendiendo la lengua china y otro la quechua. El 2 de marzo de 1532 se bendijo el Convento de San Francisco de Asís, de estilo gótico de transición, mandado construir por Diego de Toledo, Prior de la Orden de San Juan y duque de Alba, y en él se funda la franciscana Universidad de Alcázar con cátedras de Medicina, Teología, Historia sagrada y Filosofía, ampliada en el siglo XVII con dos materias más, Gramática y Artes. 
En el reinado de Carlos I se divide la Orden de San Juan en dos grandes prioratos, el de Castilla con sede en Consuegra y el de León con sede en Alcázar, siendo el primer prior de este último Antonio de Zúñiga y el primero del de Castilla Diego de Toledo. El prior de León no residía en Alcázar, sino en la Corte, y para los asuntos de Alcázar era representado por un caballero de San Juan con título de Gobernador y Justicia Mayor, a lo que se agregaban algunos además el de «Lugarteniente del Gran Prior». Es en este siglo cuando se crea en Alcázar la famosa fábrica de pólvora, la más importante del reino y que llegó a emplear hasta 500 hombres en alguna época.
Además un breve pontificio del año 1537 del papa Paolo lll convierte la parroquia de Santa María la Mayor en colegiata de Santa María la Mayor y se crea en ella el Cabildo de San Pedro y San Pablo.[cita requerida] En 1546 se levanta para atender la ermita de la Inmaculada un convento atendido por monjas clarisas que vienen de Toledo, el Convento de Santa Clara; a ellas se atribuye la receta de las famosas tortas de Alcázar.[cita requerida] En 1601 doña María de Pedroche dona una casa solariega para fundar un convento nuevo para estas clarisas porque se quedó pequeño el viejo; este convento nuevo es el de San José.

### SigloXVII

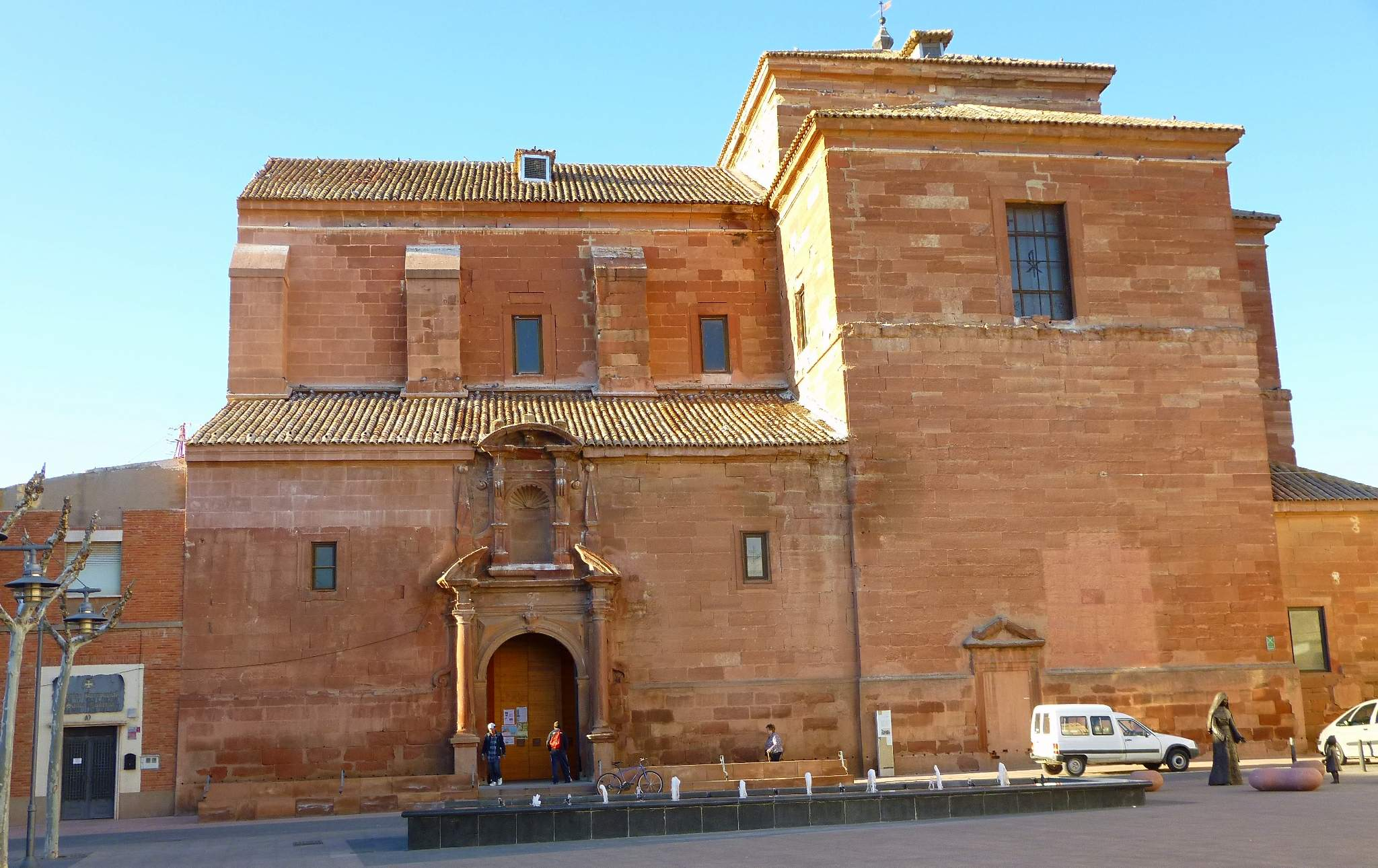
Iglesia de Santa Quiteria

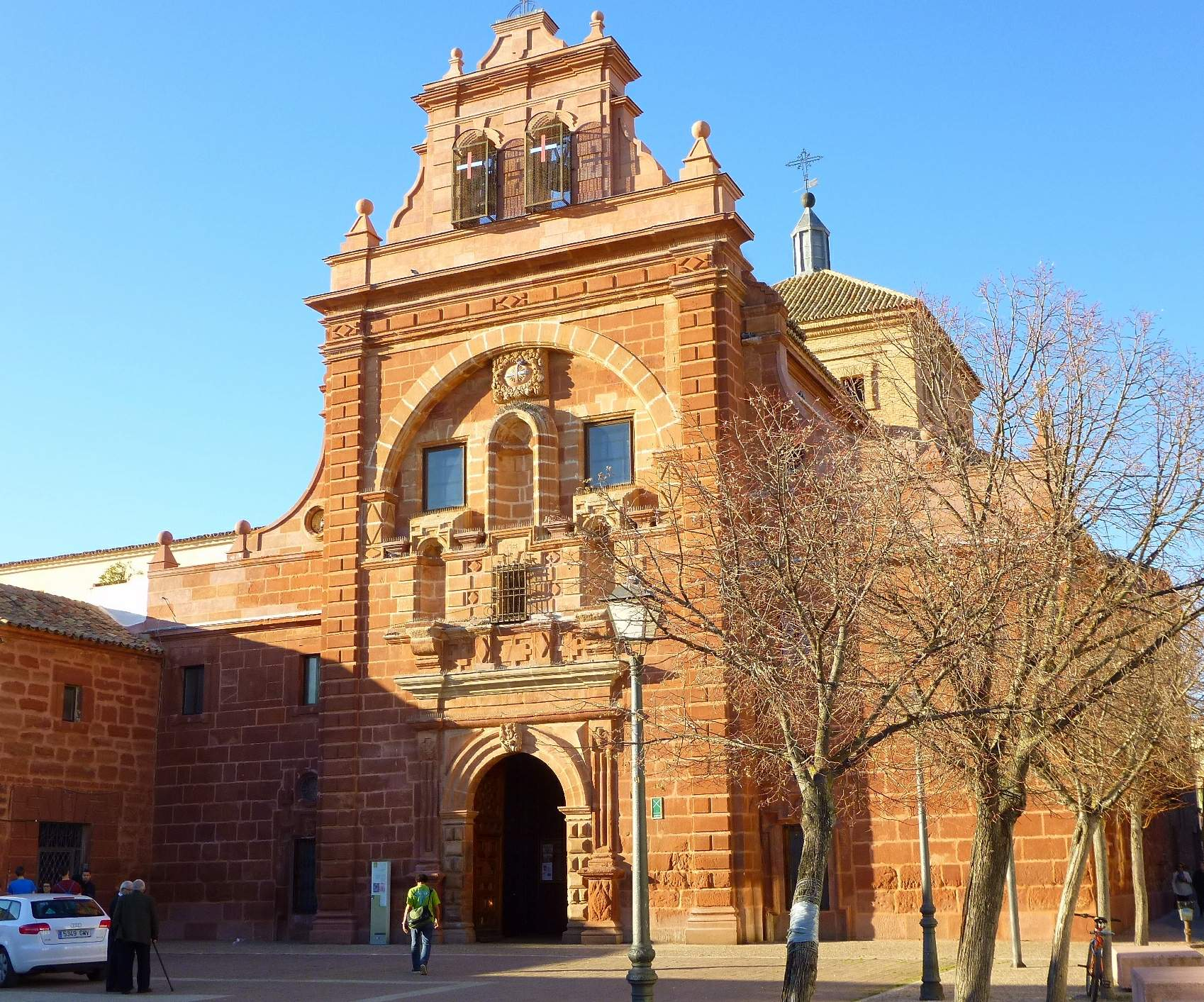
Iglesia de la Santísima Trinidad

En 1603 se construyó una nueva iglesia en la antigua parroquia de Santa Quiteria que fuera más espaciosa según los planos de Juan de Herrera, constructor del Monasterio de El Escorial, de forma que la iglesia es de estilo herreriano.
En 1619 se abren dos cátedras más en la universidad franciscana: Gramática y Artes. En 1623, Diego de Toledo y Guzmán da orden de crear un corral de comedias en la villa, que participa así del gran esplendor cultural del Siglo de Oro.
En 1625 es bendecido y consagrado el convento de la Santísima Trinidad, dedicado a Nuestra Señora de Gracia, de estilo barroco y regentado por los padres trinitarios; entre 1665 y 1670 estuvo desterrado en el palacio de la Orden de San Juan por razones políticas, el príncipe Juan José de Austria, hijo bastardo de Felipe IV y la actriz María Calderón "La Calderona".

### SigloXVIII
La Orden Hospitalaria pierde su carácter religioso y se convierte en nobiliaria; se fomenta la agricultura construyéndose el canal del Gran Prior y en 1742 se concluye en la Colegiata de Santa María el Camarín de la Virgen del Rosario, de planta cuadrada y estilo barroco, provisto de un zócalo y suelo de cerámica de Talavera.

### SigloXIX

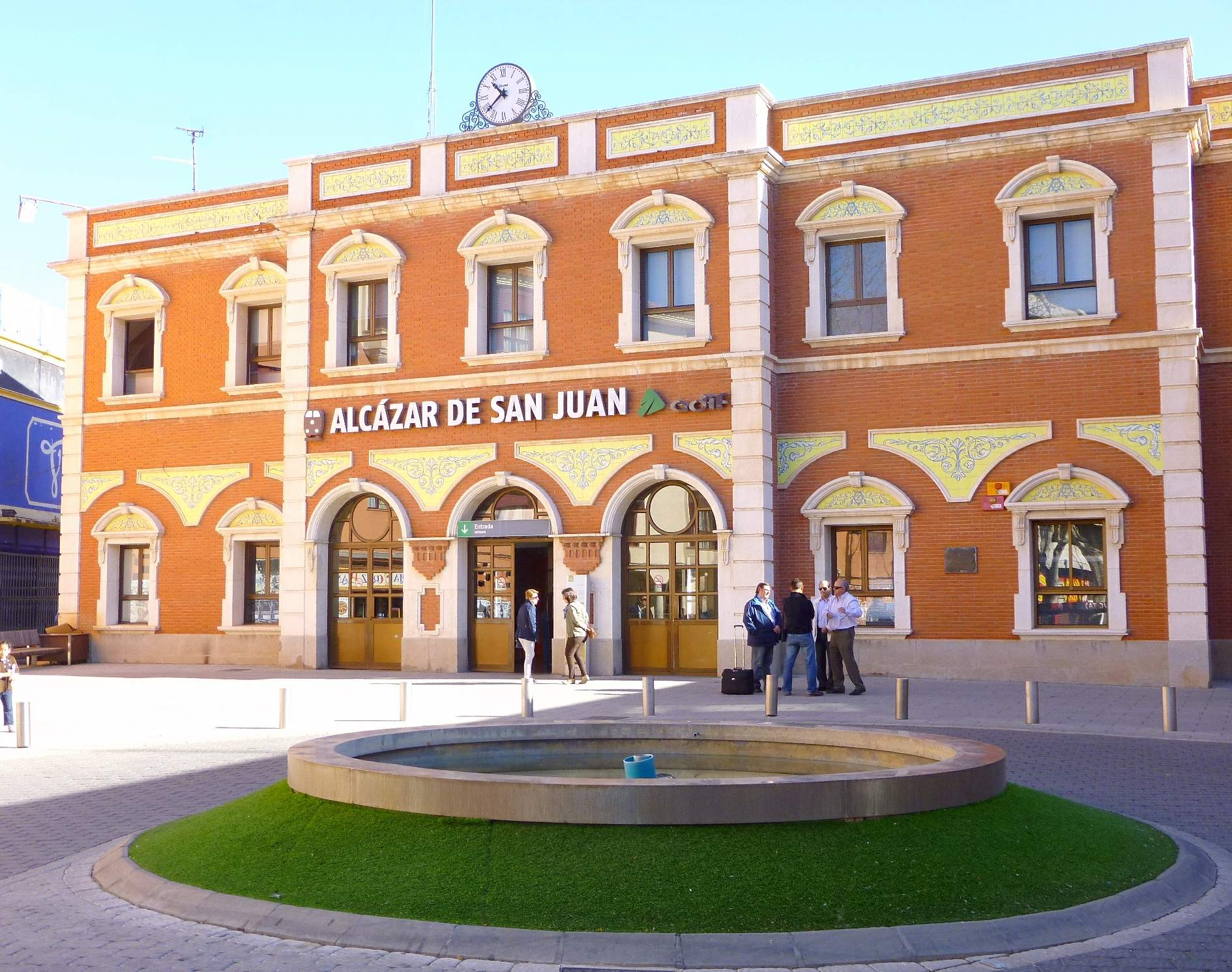
Estación de Alcázar de San Juan

Empieza este siglo con una gran decadencia; se persiguió a los liberales en el tumulto del 2 de mayo de 1823 y, tras la Década ominosa, la desigual desamortización concentró en pocas manos grandes latifundios y dejó a una gran masa de jornaleros sin la posibilidad de conquistar su independencia económica; además causó una gran destrucción del patrimonio artístico, por ejemplo en el convento de San Francisco, del que solo quedó la iglesia.

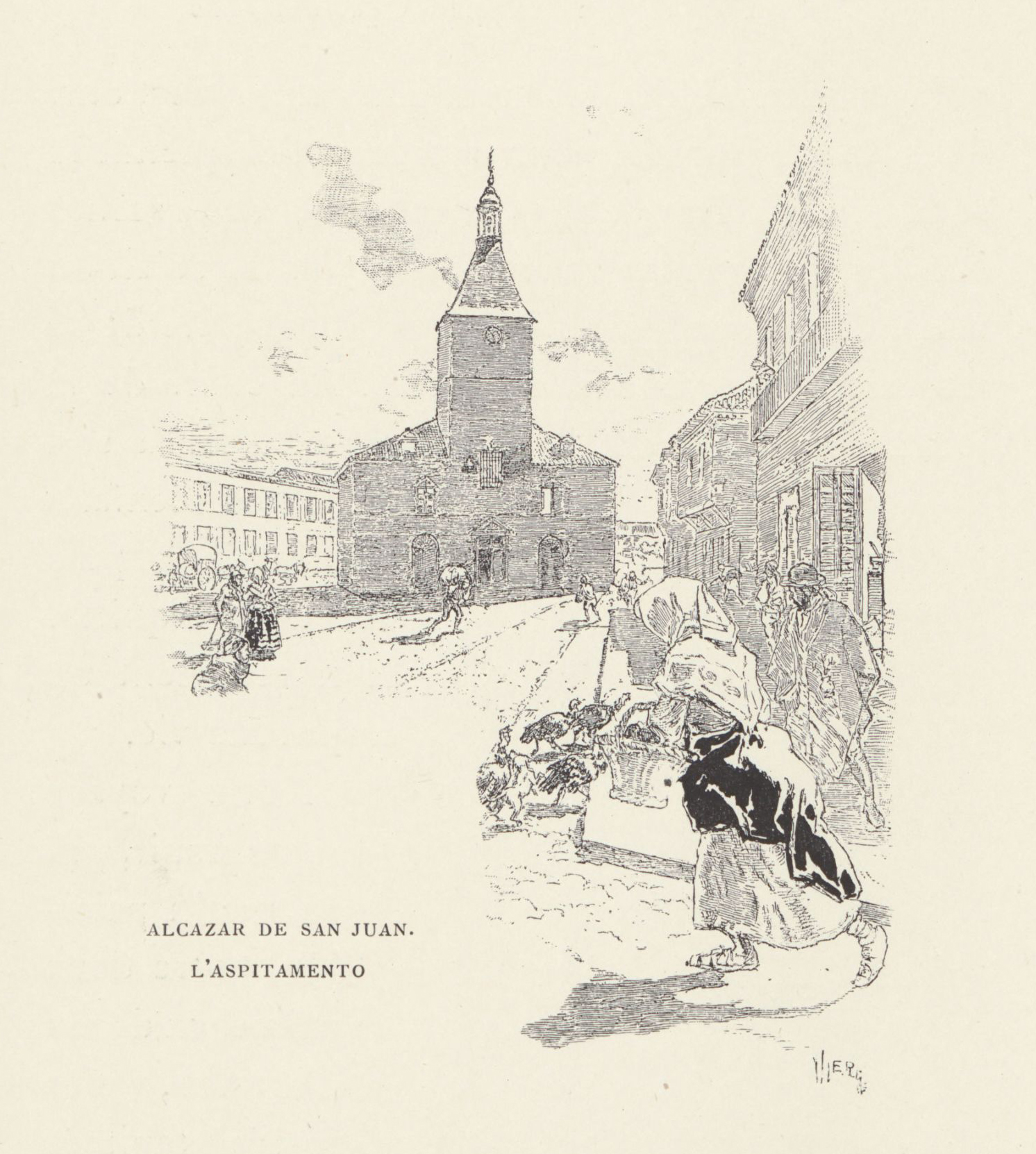
Escena en la localidad hacia 1901

Sin embargo, en 1854, tras la llegada del ferrocarril a España, el trazado del ingeniero inglés Míster Creen situó en la villa una estación con un nudo ferroviario de extraordinaria importancia y el 24 de mayo de 1858 la reina Isabel II inauguró la línea Madrid-Alicante que pasaba por la ciudad. El comercio se fortaleció y se abrieron nuevos horizontes para exportar vino y queso manchego a coste más reducido. La fábrica de pólvora, que había reducido paulatinamente su producción, cerró definitivamente en 1868. La revolución de 1868 supuso el cierre del convento de Santa Clara, transformado en un cuartel. En 1877 Alfonso XII concedió a Alcázar el título de ciudad y a fines de siglo se reabren los conventos de Trinitarios, que crean un colegio en 1882, los franciscanos vuelven a Alcázar y abren de nuevo la iglesia monumental de San Francisco de Asís en 1899.

### SigloXX
A principios del siglo XX se vive una mejoría de la economía debido a la influencia del nudo ferroviario establecido en la población. Se crean varias infraestructuras y sociedades alrededor de la misma, como la guarnición militar dependiente de la Academia de Infantería de Toledo en 1906. La llegada de este cuerpo de militares hizo que se precisase un estudio del abastecimiento de agua potable a la población en el que se involucraron muchas personas del pueblo, fundando ese mismo año la Sociedad de Aguas de Alcázar de San Juan. Tras un estudio de la calidad de varios pozos, se eligió la del Pozo de las Perdigueras, por aquel tiempo perteneciente a Miguel Henríquez de Luna, quien en 1907 accedió a vender el terreno necesario donde excavar un pozo capaz de abastecer al municipio.

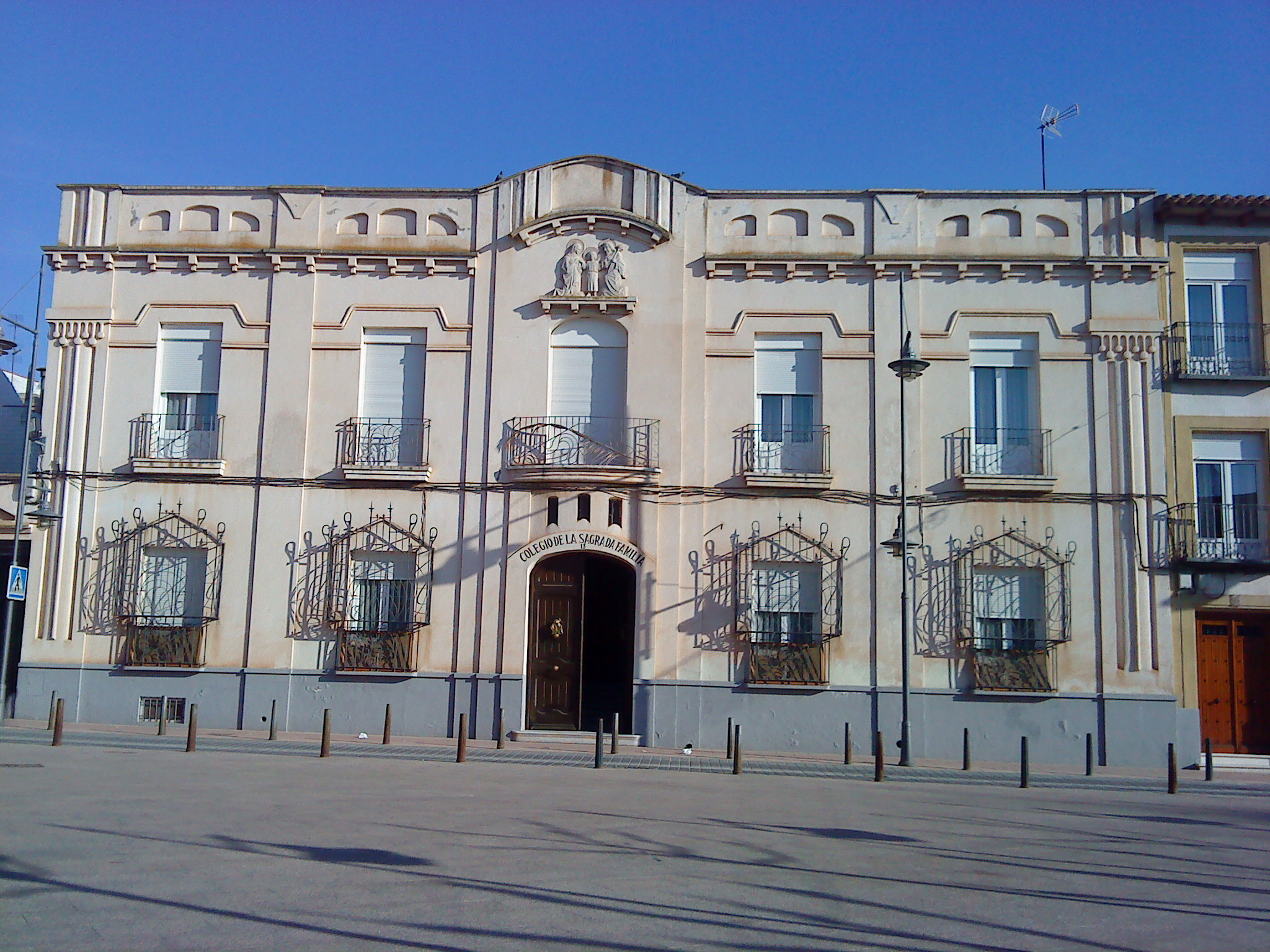
Casa de Oliverio Martínez y Mier

En 1929 se derriba el antiguo Ayuntamiento, construido en 1622, y el edificio del antiguo casino pasa a ser casa consistorial. Oliverio Martínez y Mier, el notario y diputado a cortes por Alcázar de San Juan, contrata los servicios del arquitecto modernista Críspulo Moro Cabeza para la remodelación del edificio del casino y realizar un plan de reforma y modernización de las plazas del centro del pueblo, así como la construcción de una plaza de toros municipal.
En 1936, la guerra civil española da al traste con el incipiente progreso económico y social. Alcázar queda en territorio republicano y en octubre de 1936 se crea en Alcázar la 3.ª Brigada Mixta del Ejército Popular de la República, un cuerpo de carabineros que participó en casi todas las principales batallas que tuvieron lugar durante la contienda. El bando sublevado bombardea en varias ocasiones la ciudad y causa graves destrozos, debido a su especial importancia como nudo ferroviario y paso obligado para acceder al sur peninsular. 

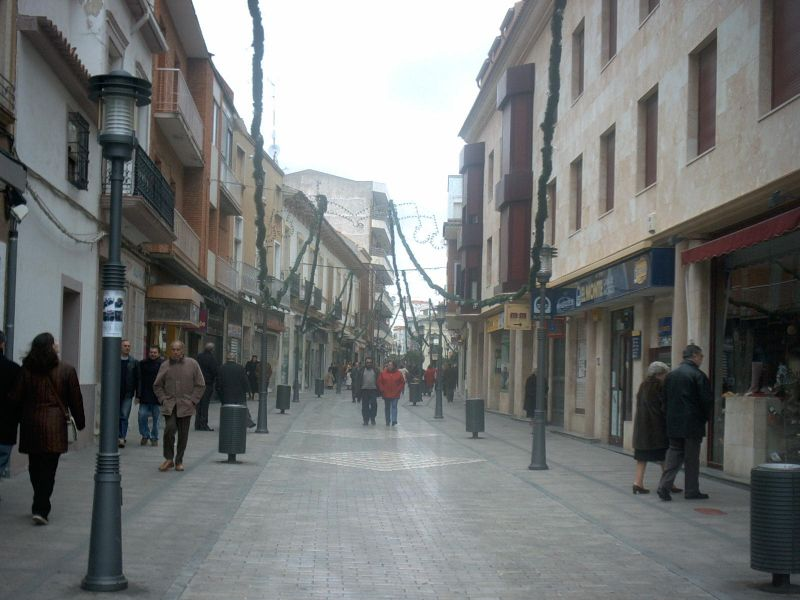
Calle Emilio Castelar

Tras la guerra, Alcázar de San Juan sufre la miseria de la posguerra como el resto de España. El abandono de la autarquía y el Plan de Estabilización de 1959 y los sucesivos Planes de desarrollo dan lugar a la aparición y crecimiento de un polígono industrial. Se asientan algunas empresas relacionadas con el nudo ferroviario y del sector servicios, convirtiendo a Alcázar en la cabeza de comarca de todas las poblaciones circundantes, recibiendo incrementos sucesivos de su población. Al finalizar el siglo XX, Alcázar de San Juan cuenta con 28 000 habitantes, siendo una de las ciudades más populosas de la provincia de Ciudad Real.
En 1994 se construye el Hospital La Mancha-Centro, que se amplía en 2007, erigiéndose como un centro de gran importancia dentro del servicio de salud de la comunidad autónoma (SESCAM).

### SigloXXI
En noviembre de 2017 se inauguró el nuevo pabellón deportivo multiusos y, en 2022, la Residencia para Deportistas de la Federación de Fútbol de Castilla-La Mancha.

## Demografía
Alcázar de San Juan cuenta con una población de 31 382 habitantes (INE 2024).
| Gráfica de evolución demográfica de Alcázar de San Juan entre 1842 y 2021                                           |
| |
| Población de derecho según los censos de población del INE Población de hecho según los censos de población del INE |

Alcázar de San Juan ocupa el décimo puesto de Castilla-La Mancha en población, y el cuarto en la provincia de Ciudad Real distribuida en tres núcleos de población: la propia ciudad, la entidad de ámbito inferior al municipio (EATIM) de Cinco Casas y la pedanía de Alameda de Cervera.
Alcázar de San Juan está formado por tres núcleos o entidades de población. Lista de población por entidades:
| Entidad de la población | Habitantes (2023) |
| ----------------------- | ----------------- |
| Alameda de Cervera      | 212               |
| Cinco Casas             | 598               |
| Alcázar de San Juan     | 30118             |

Por otro lado, Alcázar de San Juan tiene 18 barrios:
- Barrio de San Francisco
- Barrio La Pradera
- Barrio Casco Antiguo
- Barrio Ciudad Jardín
- Barrio El Arenal
- Barrio Santa María
- Barrio de los Multicines
- Barrio Porvenir
- Barrio Goya
- Barrio Parque Viejo
- Barrio Zona Centro
- Barrio Castelar
- Barrio Cruz Roja
- Barrio La Paz
- Barrio Los Devis
- Urbanización Av. Pablo Iglesias
- Polígono industrial Emilio Castro (P1-P6)
- Polígono industrial Alces

## Administración y política

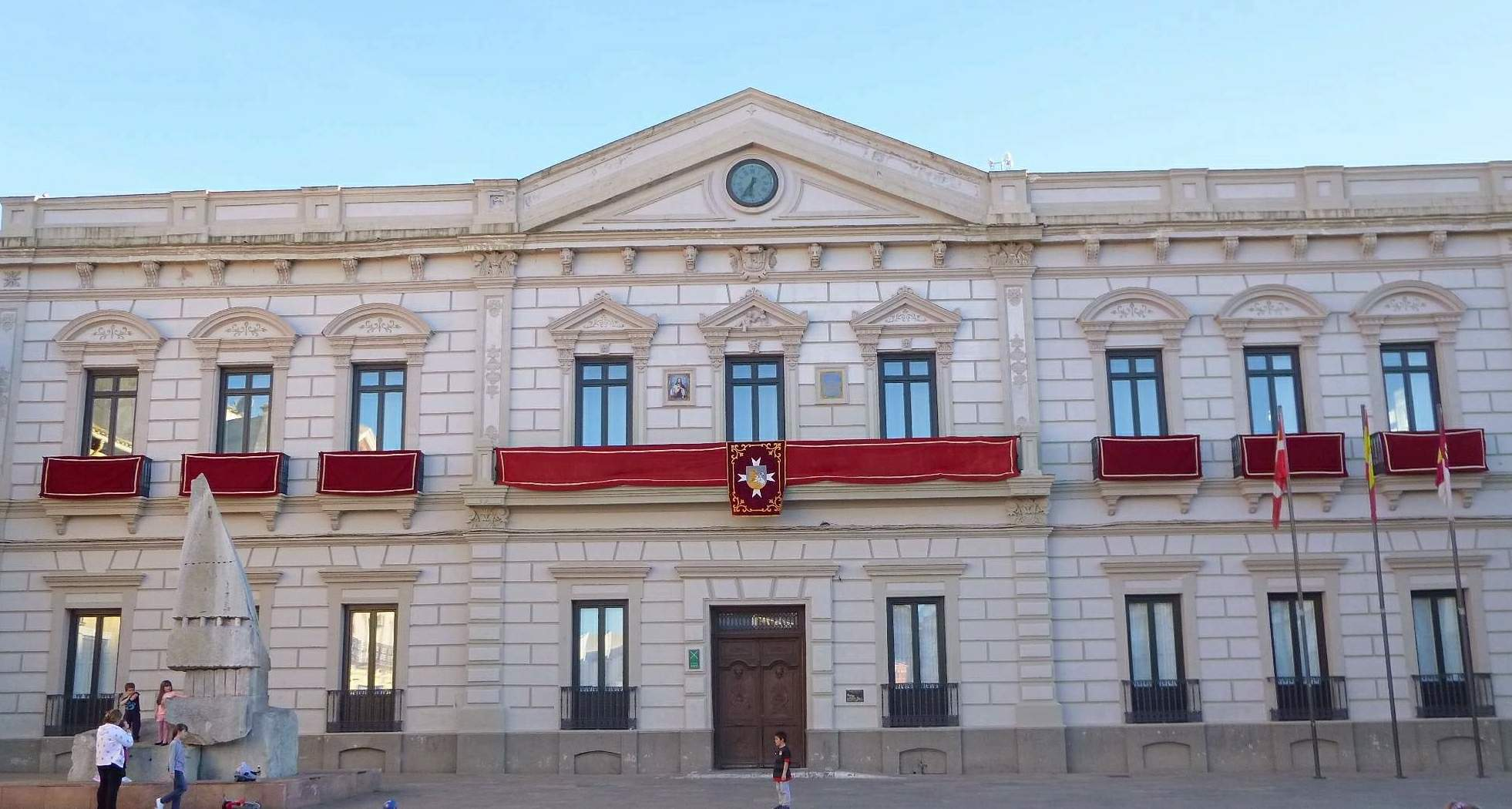
Ayuntamiento de Alcázar

### Gobierno municipal
| Periodo   | Nombre                         | Partido | Partido                                  |
| --------- | ------------------------------ | ------- | ---------------------------------------- |
| 1979-1983 | Emilio Fernández Agraz         |         | Partido Socialista Obrero Español (PSOE) |
| 1983-1987 | Miguel Ángel Reguillo González |         | Partido Socialista Obrero Español (PSOE) |
| 1987-1995 | Anastasio López Ramírez        |         | Partido Socialista Obrero Español (PSOE) |
| 1995-1999 | José Eugenio Castellanos Perea |         | Partido Socialista Obrero Español (PSOE) |
| 1999-2011 | José Fernando Sánchez Bódalo   |         | Partido Socialista Obrero Español (PSOE) |
| 2011-2015 | Diego Ortega Abengózar         |         | Partido Popular (PP)                     |
| 2015-act. | Rosa Melchor Quiralte          |         | Partido Socialista Obrero Español (PSOE) |

| Partido político    | Partido político                                                    | 2023   | 2019   | 2015   | 2011   | 2007   | 2003   | 1999   | 1995   | 1991   | 1987   | 1983   | 1979   |
| Partido político    | Partido político                                                    | Ediles | Ediles | Ediles | Ediles | Ediles | Ediles | Ediles | Ediles | Ediles | Ediles | Ediles | Ediles |
|                     | Partido Socialista Obrero Español (PSOE)                            | 10     | 11     | 9      | 10     | 11     | 13     | 12     | 9      | 15     | 10     | 13     | 12     |
|                     | Partido Popular (PP)-Alianza Popular (AP)                           | 5      | 4      | 8      | 9      | 6      | 7      | 9      | 9      | 4      | 6      | 5      | —      |
|                     | Vox                                                                 | 3      | 2      | —      | —      | —      | —      | —      | —      | —      | —      | —      | —      |
|                     | Izquierda Unida (IU)-Partido Comunista de España (PCE)              | 3      | 1      | 1      | 0      | 2      | 1      | 0      | 3      | 2      | 2      | 1      | 1      |
|                     | Ciudadanos por Alcázar (CxA)                                        | —      | —      | —      | 2      | 2      | —      | —      | —      | —      | —      | —      | —      |
|                     | Equo                                                                | —      | 1      | 3      | —      | —      | —      | —      | —      | —      | —      | —      | —      |
|                     | Ciudadanos (CS)                                                     | 0      | 2      | —      | —      | —      | —      | —      | —      | —      | —      | —      | —      |
|                     | Unión de Centro Democrático (UCD)-Centro Democrático y Social (CDS) | —      | —      | —      | —      | —      | —      | —      | —      | 0      | 3      | —      | 7      |
|                     | Independiente                                                       | —      | —      | —      | —      | —      | —      | —      | —      | —      | —      | —      | 1      |
|                     | Agrupación Provincial Independiente (API)                           | —      | —      | —      | —      | —      | —      | —      | —      | —      | —      | 2      | —      |
| Total de concejales | Total de concejales                                                 | 21     | 21     | 21     | 21     | 21     | 21     | 21     | 21     | 21     | 21     | 21     | 21     |

#### Evolución de la deuda viva municipal
El concepto de deuda viva contempla solo las deudas con cajas y bancos relativas a créditos financieros, valores de renta fija y préstamos o créditos transferidos a terceros, excluyéndose, por tanto, la deuda comercial. La deuda viva municipal por habitante en 2019 ascendía a 256,02 €.
| Gráfica de evolución de la deuda viva del Ayuntamiento entre 2008 y 2023                                      |
| |
| Deuda viva del Ayuntamiento de Alcázar de San Juan, en miles de euros, según datos del Ministerio de Hacienda |

## Economía

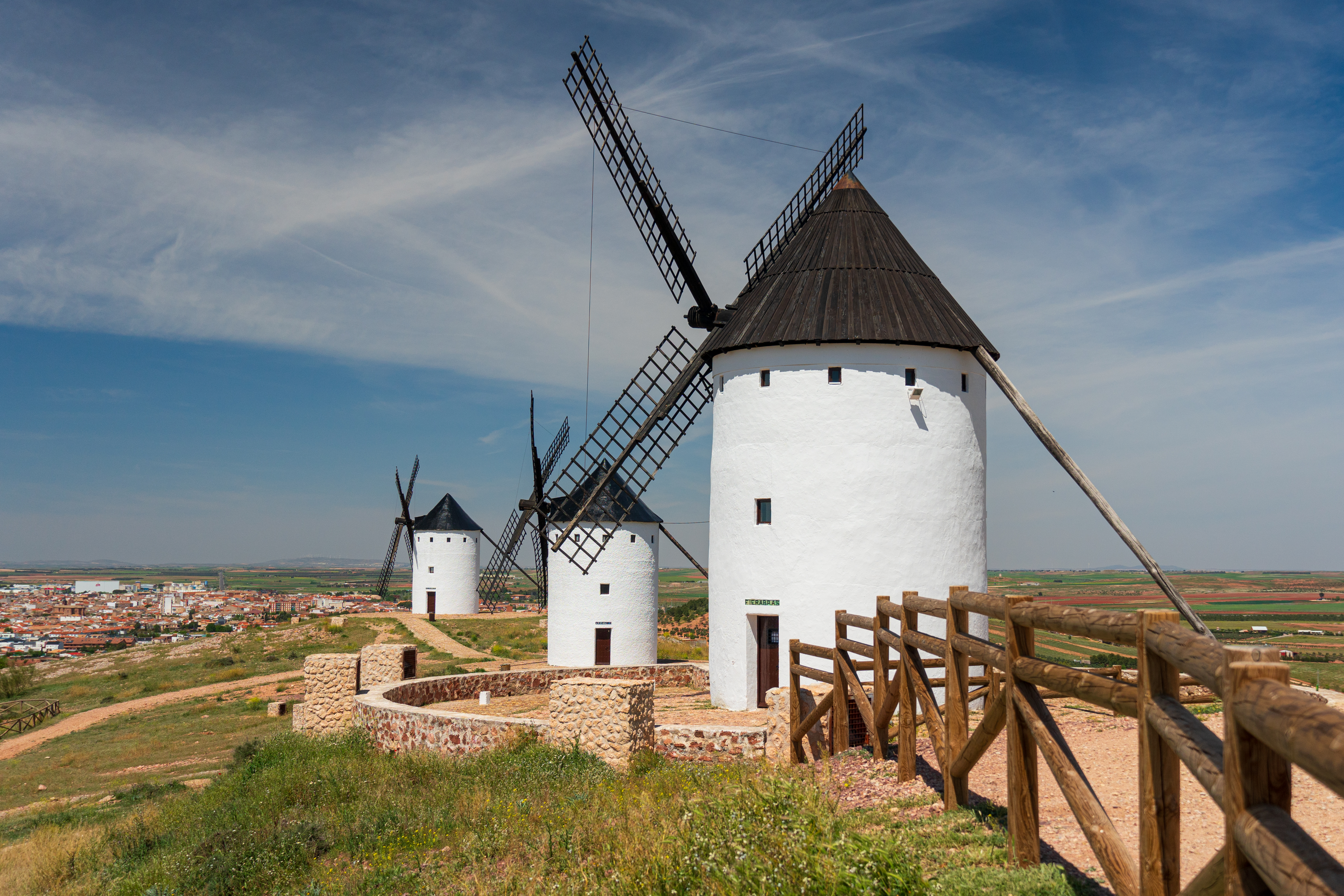
Molinos en Alcázar de San Juan

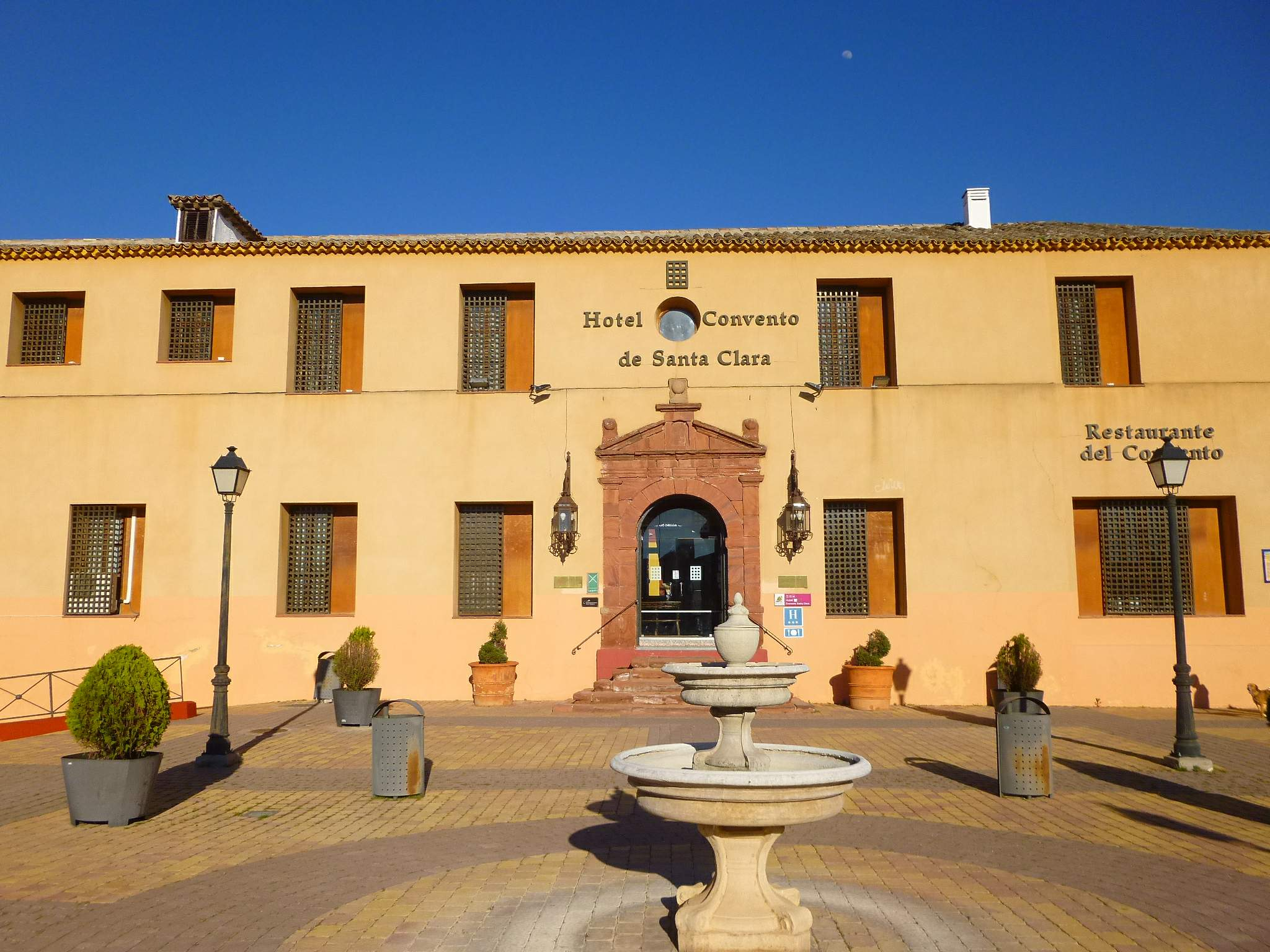
El antiguo convento de Santa Clara, reconvertido en hotel

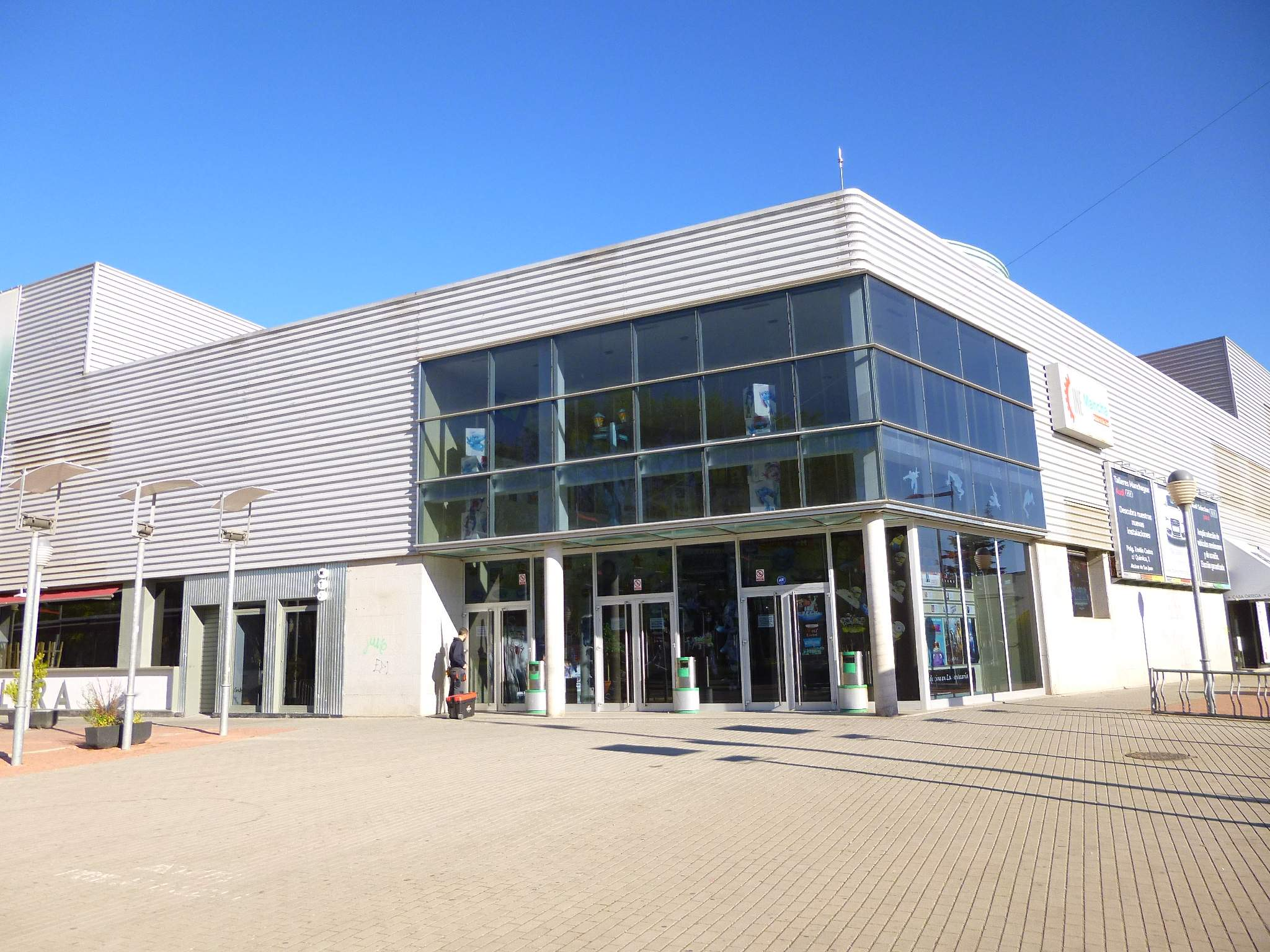
Multicines Cinemancha

Aunque enclavada en una región eminentemente agrícola y ganadera, la actividad industrial y comercial ha sido y es la base principal de la economía de Alcázar, atrayendo parte de la riqueza generada en su comarca y convirtiéndola en el tercer municipio más rico de la provincia.
Después del declive y extinción de la actividad de fabricación de pólvora, la economía local estuvo sostenida durante casi siglo y medio por el ferrocarril, que permitió la creación de grandes bodegas productoras de vino a granel y derivados, que utilizaban este medio de transporte para su comercialización, así como el establecimiento de fábricas de material ferroviario y la presencia de una importante plantilla de personal vinculado a la industria ferroviaria, primero M.Z.A. y luego Renfe. Todo ello debido a su condición de importante nudo ferroviario, que comunica Madrid con el Levante español y con Andalucía. El declive del transporte de mercancías por ferrocarril, el cierre de algunas de las fábricas de material ferroviario y la centralización de las tareas de mantenimiento y control del tráfico ferroviario, han disminuido considerablemente la importancia de este sector, paliado en parte por el establecimiento de industrias manufactureras y de transformación, aunque en Alcázar de San Juan se mantienen empresas ferroviarias como Invatra Alcázar o el Centro de Robótica e Inteligencia Artificial de Renfe. Por otra parte, la transformación de la explotación ferroviaria de viajeros, tendente a la minimización de los tiempos de parada y los transbordos y a la eliminación de los tráficos nocturnos, así como la creación de las nuevas líneas de Alta Velocidad Madrid-Andalucía y Madrid-Levante, que no pasan por Alcázar, han supuesto una merma considerable del tráfico de trenes y de la actividad hostelera en el entorno de la estación. Con la definitiva extensión de estas líneas, los tráficos quedarán limitados en un futuro a circulaciones de media distancia, que está previsto mejorar con la construcción de la línea de alta velocidad Madrid-Alcázar de San Juan-Jaén, que seguirá utilizando la estación de la localidad.
A partir de la última década del siglo XX, Alcázar de San Juan se consolida como una ciudad de servicios, centro de atracción comercial de los pueblos cercanos, en buena parte debido a la puesta en marcha del Complejo Hospitalario Mancha-Centro, su mayor empresa.
Con los primeros años del siglo XXI surgen nuevas oportunidades, como la producción de energía eléctrica por medio de plantas fotovoltaicas y centrales termosolares. Actualmente se encuentran en explotación cuatro centrales termosolares de 50 MW de potencia y se ha concedido la autorización administrativa para la construcción de otras cuatro, todas ellas en la zona sur, en el entorno de la carretera CM-3113, que comunica Villarta de San Juan y Cinco Casas.
En lo que al sector primario se refiere, Alcázar de San Juan posee una importante extensión de terreno cultivable, dedicada en su mayor parte a cultivos de secano: cereal (trigo y cebada), olivar, melón y viñedo. Este último se ha ido trasladando en parte a terrenos de regadío, en los que la productividad de la planta es más elevada. La mayoría de la producción, cada vez más rica en varietales, se comercializa como mosto y vino a granel, así como vino embotellado bajo la Denominación de Origen La Mancha, cuyo consejo regulador se encuentra en esta ciudad. Como en otros pueblos de la zona, la mayor parte de la producción agraria se gestiona en cooperativas agrícolas.
Actualmente, la cerámica, el cuero y la madera forman parte de la artesanía local.

## Servicios

### Educación
Alcázar posee ocho centros de educación primaria y seis de educación secundaria, de los cuales tres son concertados. 
La ciudad cuenta con un Centro asociado de la Universidad Nacional de Educación a Distancia (UNED), un Conservatorio Profesional de Música y Escuela Oficial de Idiomas, que imparte alemán, francés, inglés e italiano. 

### Sanidad
Alcázar de San Juan alberga el Hospital Universitario La Mancha-Centro, que es referente en el área sanitaria, con dos Centros de Diagnóstico y Tratamiento dependientes del hospital, situados en Villacañas y Quintanar de la Orden.
Además cuenta con dos Centros Sanitarios con dotación de servicio de Urgencias.

### Transporte

#### Carreteras
El término municipal es atravesado por la Autovía de los Viñedos (CM-42), por la carretera CM-420 (antigua N-420 entre los pK 277 y 292), por la carretera CM-400, que conecta con Madridejos, por la carretera CM-310, que se dirige hacia Miguel Esteban, por la carretera CM-3012, que conecta con Quero, y por la carretera CM-3107, que se dirige hacia Manzanares. 

#### Autobuses
La ciudad dispone de estación de autobuses con líneas urbanas, interurbanas, interprovinciales e internacionales.

#### Ferrocarril
Alcázar es un importante nudo ferroviario desde 1854. En 2020 la estación fue utilizada por un total de 225 115 usuarios, correspondiendo 33 862 a servicios de Larga Distancia y 191 253 a los de Media Distancia. La estación forma parte de los trazados de las siguientes líneas férreas:
- Línea férrea de ancho ibérico Madrid-Valencia, punto kilométrico 148,1.
- Línea férrea de ancho ibérico Alcázar de San Juan-Cádiz, punto kilométrico 148,1.
- Línea férrea de ancho ibérico Aguja km 146,1-Alcázar de San Juan, punto kilométrico 148,1.

El punto kilométrico en las dos últimas líneas es idéntico dado que ambas también toman Madrid como kilómetro cero. Históricamente, el nudo ferroviario de Alcázar de San Juan cerraba el tronco común de las líneas radiales clásicas de ancho ibérico Madrid-Alicante y Madrid-Sevilla. La separación de ambas líneas se produce a escasos kilómetros de la estación hacia el sur.
Alcázar de San Juan disponía de un elevado tráfico de trenes de Grandes Líneas tanto gracias a conexiones radiales como transversales que conectaban la ciudad con Cataluña, la Comunidad Valenciana, Andalucía y la Comunidad de Madrid. Sin embargo, la progresiva apertura de líneas de alta velocidad y la eliminación de los tráficos nocturnos han propiciado la supresión de gran parte de ellos.
Los servicios de Media Distancia de Renfe tienen como principales destinos las ciudades de Madrid, Ciudad Real, Albacete, Alicante, Valencia, Badajoz y Jaén.

#### Bicicleta
El ayuntamiento alcazareño ha invertido en la creación de carriles bici en la ciudad y pone al servicio de sus habitantes y visitantes un servicio de préstamo de bicicletas.

## Cultura

### Gastronomía
Su gastronomía se corresponde con la típica manchega: duelos y quebrantos, asado, caldereta de cordero, queso, ensalada de limón, pisto manchego, gachas, migas de pastor, y bizcochá, sin olvidar el zurra: bebida a base de vino, azúcar, agua y trozos de fruta. Destacan también las Tortas de Alcázar, unas tortas dulces redondas y muy esponjosas, con un recubrimiento de una concha blanca y crujiente.

### Fiestas locales

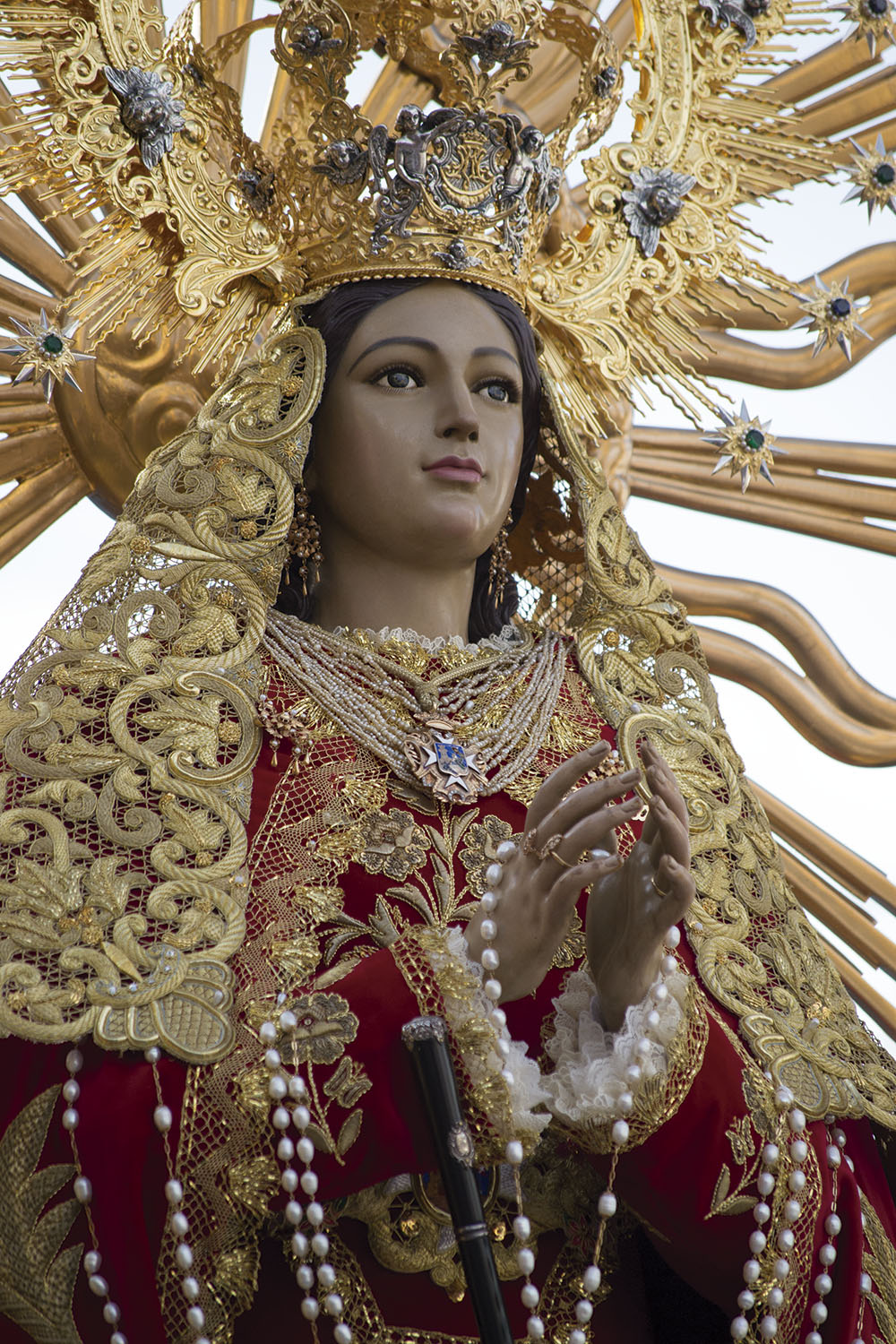
Santísima Virgen del Rosario Coronada, Patrona de Alcázar de San Juan. Sus fiestas se celebran el primer domingo de octubre

Las fiestas de gran relevancia para la ciudad son:
- San Antón, el 17 de enero en la placeta Santa María, y la de San Sebastián, el 20 de enero. En dichas fiestas se hacen hogueras populares donde se reúnen amigos y vecinos para festejar a los santos, haciendo las típicas y artesanales tortas en sartén que, según la tradición, se toman en estos días, solas o mojadas en chocolate.
- La Candelaria, el 2 de febrero, donde procesiona la Virgen del Rosario Coronada.
- San Blas, el 3 de febrero, donde se compra los tradicionales rosquillos de San Blas, en la parroquia de Santa María La Mayor.
- Santa Águeda el 5 de febrero y Santa Apolonia el 9 de febrero. Se realiza una merienda[28] por la tarde, reuniéndose amigos y familiares, en el campo, en parques, o en el cerro de San Isidro donde se toman tortas con chocolate.
- San Marcos, el 25 de abril, se realiza una merienda, al igual que Santa Águeda y Santa Apolonia pero se merienda el tradicional hornazo.
- San Isidro Labrador, patrón del municipio, se celebra el 15 de mayo, con una romería[29] en el cerro de San Isidro, que dura varios días hasta el día del santo.
- Pentecostés, 50 días después de la Pascua, se realiza una procesión con los niños que han hecho ese año la primera comunión.
- Corpus Christi, tradicionalmente se celebraba 60 días, después del Domingo de Resurrección, pero ahora se celebra el domingo siguiente. Los vecinos visten las calles por donde pasa la procesión, con plantas, mantones de manila, alfombras de flores y otros adornos. Desfilan en la procesión los niños que han hecho la comunión ese año y representantes de todas las Hermandades de Alcázar de San Juan.
- San Antonio de Padua, el domingo más cercano al 13 de junio. Procesiona por el pueblo junto a los niños que han hecho la primera comunión ese año.
- En junio, coincidiendo con la festividad de San Juan Bautista, tienen lugar los festejos de Moros y Cristianos, declarados de Interés Turístico Regional.
- San Cristóbal, el 25 de julio, se realiza una procesión con el santo acompañado de camiones, hasta la ermita de San Cristóbal donde se realiza una romería.
- La feria se celebran del 2 al 8 de septiembre, justo antes de empezar la recogida de la uva; en las fiestas locales se dan cita multitud de peñas y grupos culturales locales para hacer gastronomía típica, cada día se hace una comida distinta. Se realiza en honor a la Virgen del Rosario, la cual se celebra el día 8.
- Las fiestas patronales de la localidad, la Virgen del Rosario Coronada se celebra el primer domingo del mes de octubre.
- Los carnavales coincidiendo con las fiestas navideñas, entre el 26 y el 28 de diciembre. Unos carnavales que, por la singularidad de su fecha de celebración, los últimos del año, fueron declarados en 2018 Fiesta de Interés Turístico Nacional.

### Cervantismo alcazareño

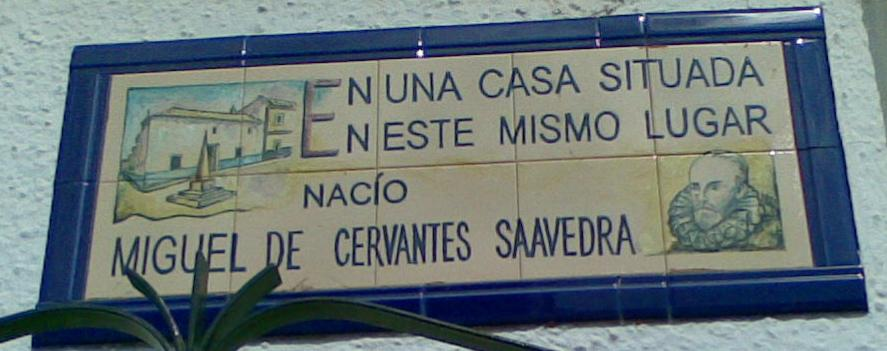
Cartel de la casa de Cervantes

Existen algunos estudios que consideran a Alcázar de San Juan el lugar de nacimiento de Miguel de Cervantes Saavedra (1547-1616). Destacan por ejemplo los trabajos de Ángel Ligero Móstoles, Francisco Saludador Merino, Rafael Mazuecos Pérez-Pastor, Manuel Rubio Herguido o Bruno Redondo. Esta tradición cervantina se basa en la partida de bautismo encontrada en la iglesia parroquial de Santa María de un hijo de Blas Cervantes Saavedra y Catalina López, por nombre Miguel. En 1748, Blas Nasarre, bibliotecario mayor del reino y cervantista, escribió al margen de dicha partida «Este fue el autor de la Historia de don Quixote»:

En nueve días del mes de noviembre de mil quinientos y cincuenta y ocho baptizó el Rdo. Señor Alº Díaz Pajares un hijo de Blas de Cervantes Sabedra y de Catalina López que le puso (de) nombre Miguel, fue su padrino de pila (...) de Ortega, acompañados (de) Juan de Quirós y Francisco Almendros y las mujeres de los dichos. Este fue el autor de la Historia de don Quixote (al margen, atribuido a Blas Nasarre).

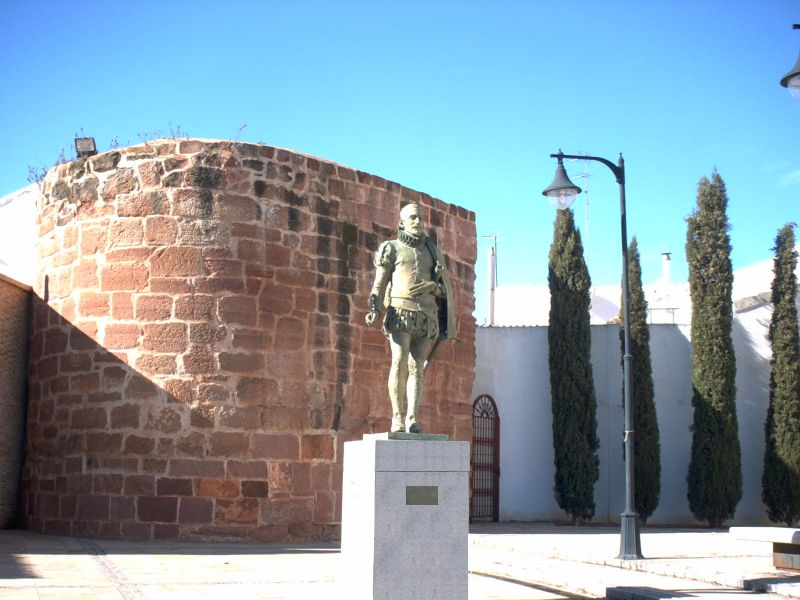
Estatua de Cervantes

Este Miguel de Cervantes Saavedra alcazareño difiere en edad del Miguel de Cervantes nacido en Alcalá de Henares, pues aquel sería once años menor. Esto tiene implicaciones en los diferentes episodios de la vida de Cervantes, ya que impide su servicio como camarero del Cardenal Acquaviva, su participación en la batalla de Lepanto, o su cautiverio en Argel. Por otro lado, llama la atención la aparición del apellido Saavedra en la partida alcazareña, totalmente ausente en la hallada en Alcalá, y que el Cervantes alcalaíno no usaría hasta después de 1585. No obstante, era algo común en la época, la alteración y cambio de apellidos, como puede comprobarse en diversos coetáneos del autor, como Vicente Espinel, por ejemplo.
A pesar de la existencia de estos trabajos que indican que Cervantes pudo nacer en Alcázar de San Juan, la crítica cervantina considera, con el actual conocimiento de las fuentes que se posee, que el verdadero Miguel de Cervantes es el nacido en Alcalá de Henares, ya que así lo afirmó el mismo autor del Quijote en la Declaración de Argel de 1580. Esto no evita que siga viva la tradición cervantina en Alcázar, basada también en la existencia hasta hace pocos años de la llamada «Casa de Cervantes», que fue derribada por su mal estado y donde hoy se alza una nueva construcción.
Por otro lado, los estudios de Ángel Ligero Móstoles, basados en los personajes no solo del Quijote, sino de toda la obra cervantina, sugieren que el famoso «lugar de La Mancha» era Alcázar de San Juan. Han surgido sin embargo otras teorías que sitúan dicho lugar en otras localidades de Castilla-La Mancha, como por ejemplo Argamasilla de Alba, Villanueva de los Infantes, Argamasilla de Calatrava, La Puebla de Almoradiel o es una combinación de las características de más de un «lugar» (una mixtificación).
Es tal el arraigo de esta creencia que, durante la guerra civil española, se cambió el nombre de la localidad por el de Alcázar de Cervantes.

### Deporte

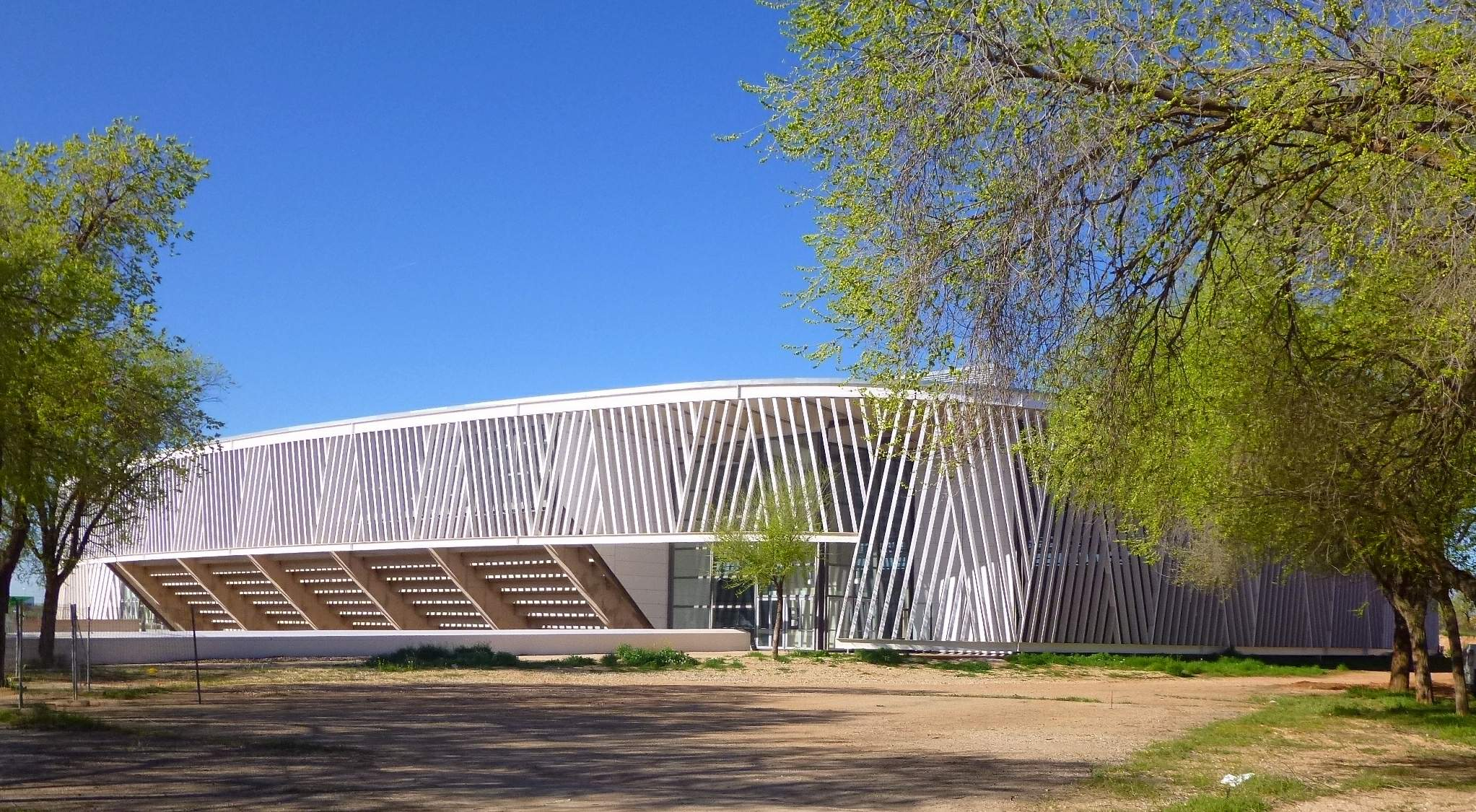
Pabellón deportivo multiusos

Alcázar de San Juan siempre ha tenido una gran afición por el baloncesto, gracias a Antonio Díaz-Miguel. 
El equipo de la localidad es el Grupo 76 Al-kasar, fundado en 1976, equipo con una gran cantera dentro de la comunidad castellano-manchega. Actualmente se encuentra disputando la 1.ª División Nacional, tras varios años en la división autonómica.
El equipo profesional de la localidad es el ADEPAL (Fundación Amistad y Deporte Alcázar), fundado en 2006 disputó la 1.ª División Nacional, llegando a jugar en la liga Adecco Oro.; y hoy ha desaparecido por problemas económicos.
El 22 de mayo, Seguros Soliss Alcázar Basket conseguía subir a LEB Plata tras quedar primero en su grupo en la fase de ascenso. También desaparecido en verano de 2018.

### Medios de comunicación
- Televisión:

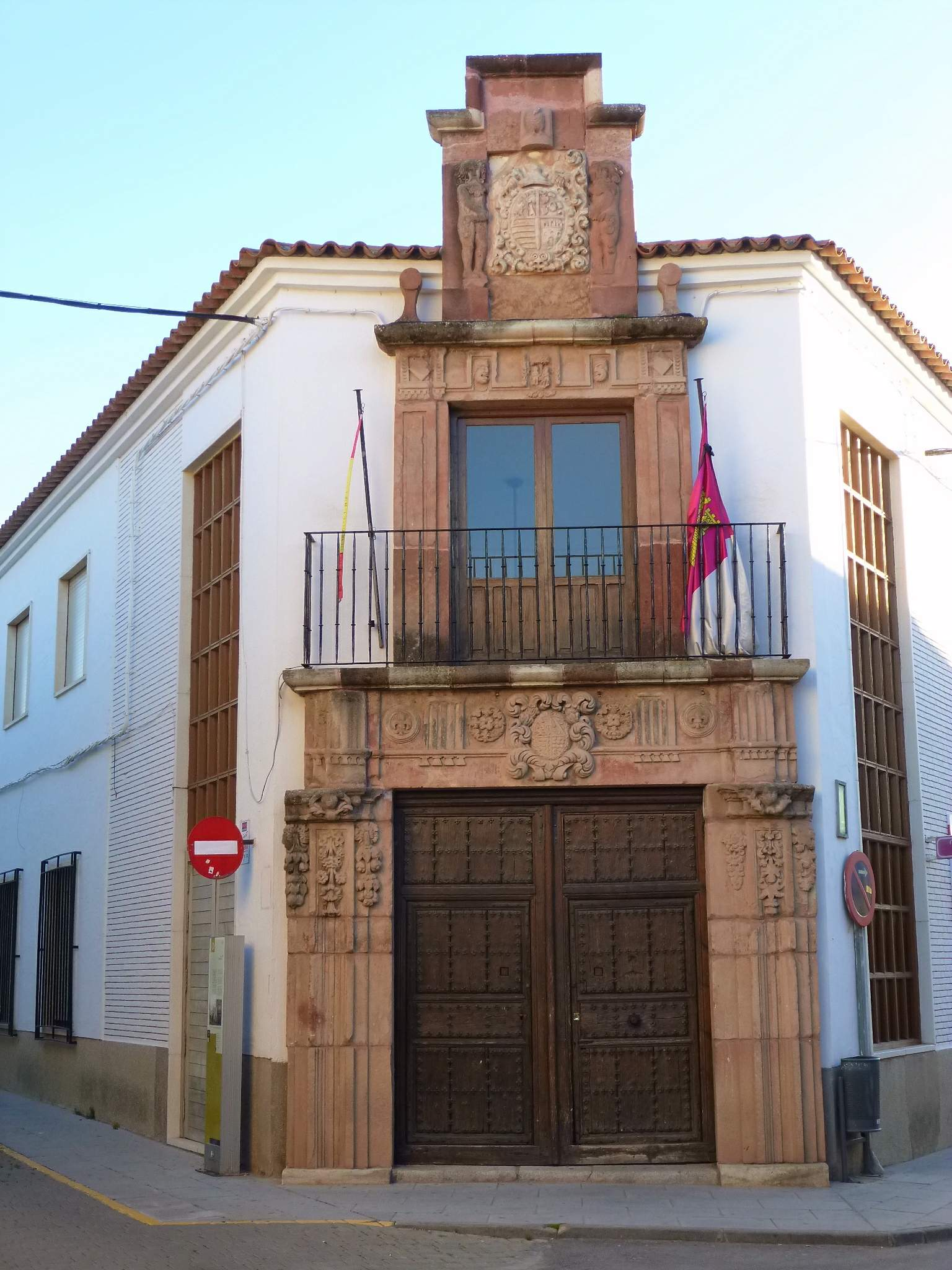
Casa Párraga, actual Conservatorio Profesional de Música

  - Mancha Centro TV (Campo de San Juan y municipios limítrofes, sede Alcázar de San Juan)
- Radio
  - Radio Surco Alcázar de San Juan (La Mancha y municipios limítrofes, sede Alcázar de San Juan)
- Prensa
  - La Tribuna Ciudad Real
  - El Semanal de la Mancha
  - Alcázar de San Juan.es
  - Lanza Digital
  - Mancha Media

### Museos y otros lugares de interés

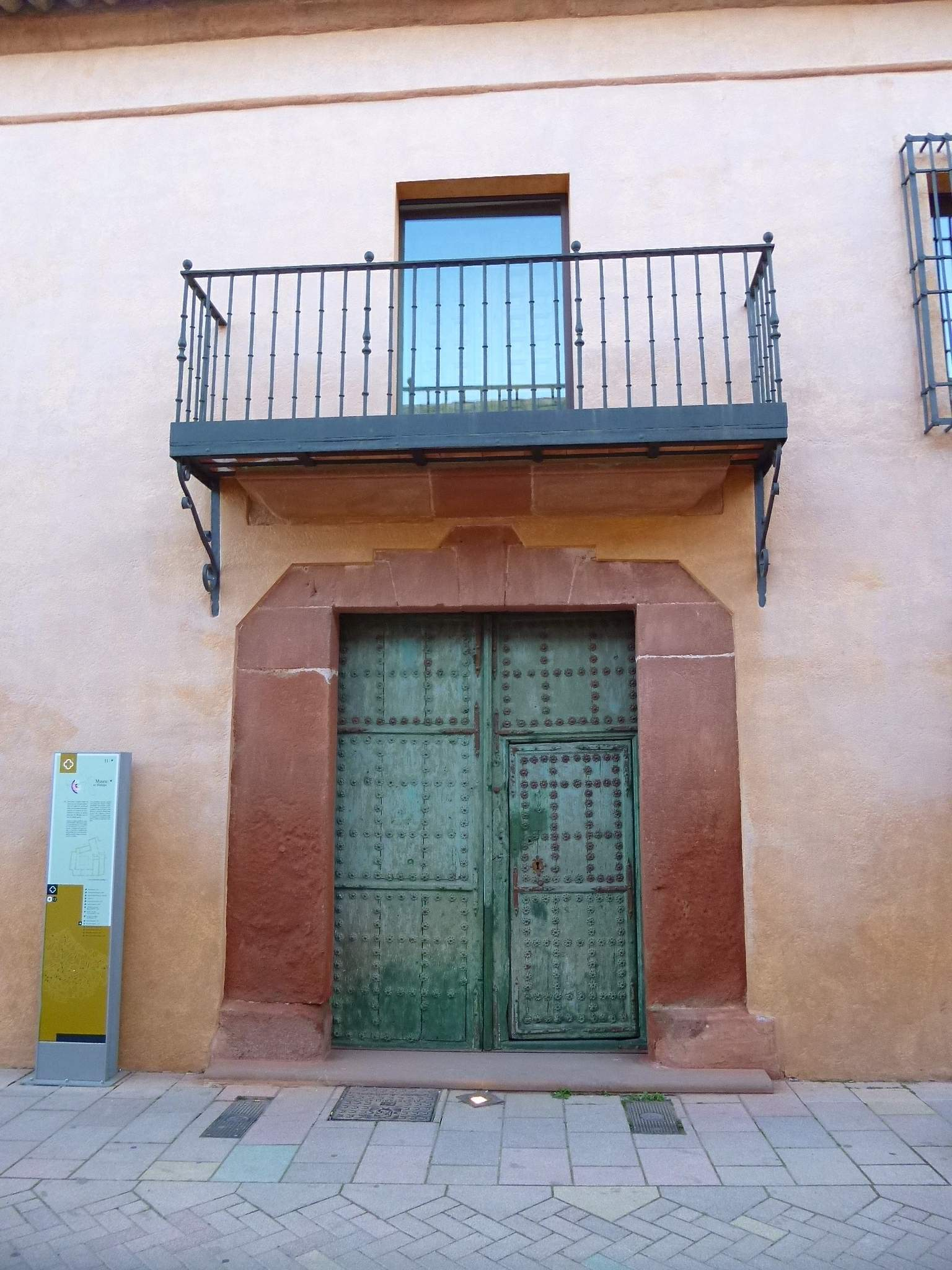
Casa del Hidalgo

- Museo municipal
- Museo Casa del Hidalgo
- Conjunto palacial del Gran Prior
- Museo Formma de Alfarería Manchega
- Museo del Traje Manchego
- Museo ferroviario
- Museo taurino
- Museo José Luis Samper
- Galería Marmurán
- Fundación Isidro Parra
- Conjunto arqueológico de Piédrola
- Antigua fonda de la estación
- Molinos de viento

## Personas notables
Dani Fernández - cantante  
Antonio Díaz-Miguel - entrenador de baloncesto del Real Madrid 